# Bistum Sete Lagoas

Regional CNBB Leste 2.

Das Bistum Sete Lagoas (lateinisch Dioecesis Septemlacunensis, portugiesisch Diocese de Sete Lagoas) ist eine in Brasilien gelegene römisch-katholische Diözese mit Sitz in Sete Lagoas im Bundesstaat Minas Gerais.

## Geschichte
Das Bistum Sete Lagoas wurde am 16. Juli 1955 durch Papst Pius XII. mit der Apostolischen Konstitution Clementissimi Servatoris aus Gebietsabtretungen der Erzbistümer Belo Horizonte und Diamantina errichtet und dem Erzbistum Belo Horizonte als Suffraganbistum unterstellt.

## Bischöfe von Sete Lagoas
- José de Almeida Batista Pereira, 1955–1964, dann Bischof von Guaxupé
- Daniel Tavares Baeta Neves, 1964–1980
- José de Lima, 1981–1999
- Guilherme Porto, 1999–2017
- Aloísio Jorge Pena Vitral, 2017–2020
- Francisco Cota de Oliveira, seit 2020

## Einzelnachweise

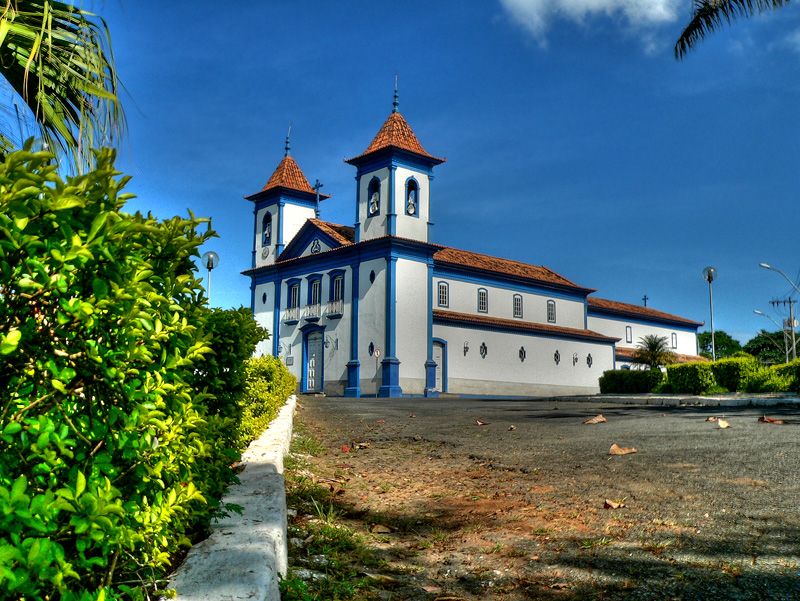
Kathedrale Santo Antônio in Sete Lagoas